# Nunasarnaasaq

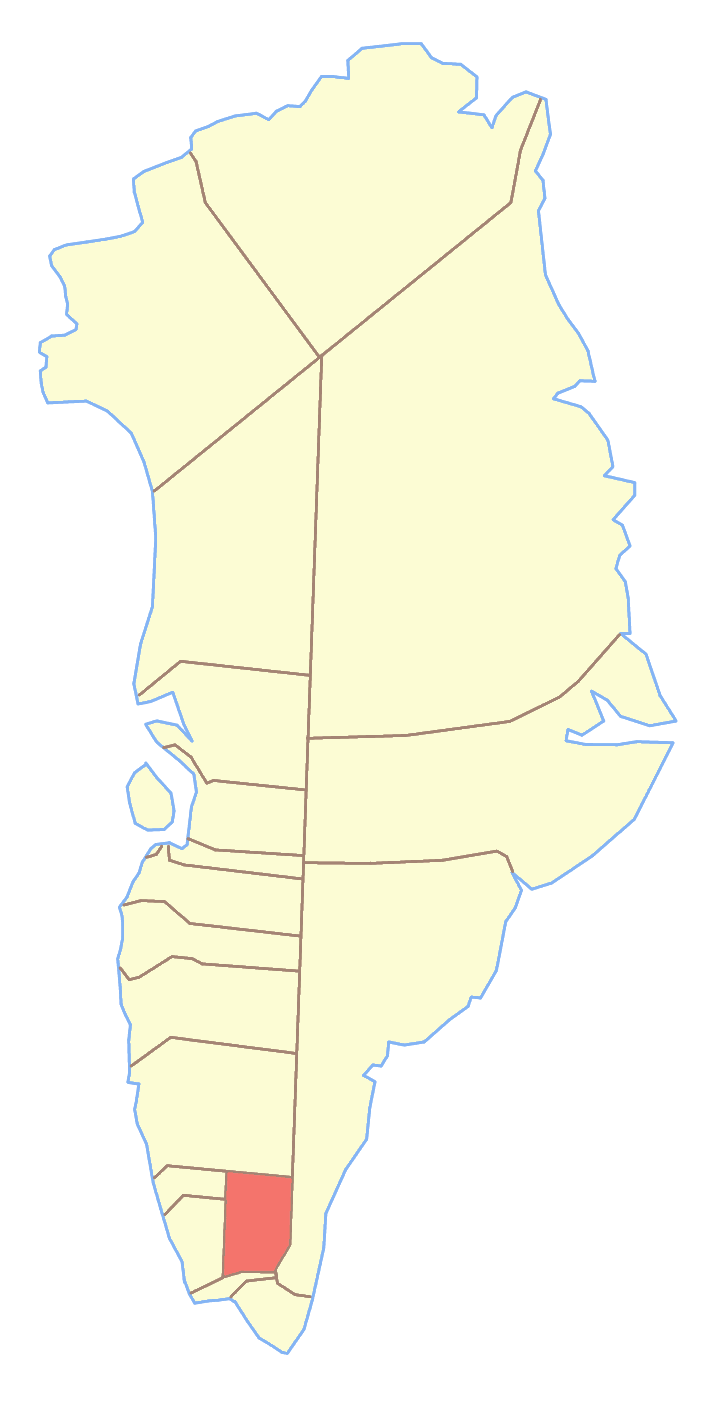
Ex comune di Narsaq, dove si trovava il Nunasarnaasaq

Il Nunasarnaasaq è una montagna della Groenlandia di 770 m. Si trova a 60°54'N 45°53'O; appartiene al comune di Kujalleq.